# Thāsra
Thāsra är en ort i Indien.   Den ligger i distriktet Kheda och delstaten Gujarat, i den centrala delen av landet, 800 km sydväst om huvudstaden New Delhi. Thāsra ligger 68 meter över havet och antalet invånare är 18 337.
Terrängen runt Thāsra är mycket platt. Runt Thāsra är det tätbefolkat, med 257 invånare per kvadratkilometer. Närmaste större samhälle är Umreth, 14,8 km sydväst om Thāsra. Trakten runt Thāsra består till största delen av jordbruksmark.